# Galesburg (Michigan)
Pour les articles homonymes, voir Galesburg.
Galesburg est une ville du comté de Kalamazoo dans l'état du Michigan.
Sa population était de 2 009 habitants en 2010.